# Manoel de Barros
Manoel Wenceslau Leite de Barros (né le 19 décembre 1916 à Cuiabá – mort le 13 novembre 2014 à Campo Grande) est un poète brésilien. Il a remporté à deux reprises le prix Jabuti, le plus important prix littéraire au Brésil.